# Enrico XIV di Baviera
Enrico XIV di Wittelsbach (Landshut, 29 settembre 1305 – Landshut, 1º settembre 1339), chiamato anche con il nome di Enrico II come Duca della Bassa Baviera, era figlio di Stefano I di Baviera.

## Biografia
Alla morte del padre (1310), divenne Duca della Bassa Baviera di cui assunse la reggenza insieme al fratello più giovane Ottone IV, allo zio Ottone III e, dopo la morte di quest'ultimo, al cugino Enrico XV.
Dopo la morte di Ottone III vi furono aspre lotte per la tutela e l'eredità dei tre giovani duchi. 
La nobiltà bavarese chiamò Federico I d'Asburgo ad assumere la tutela dei giovani, questi venne però sconfitto da Ludovico il Bavaro nella battaglia di Gammelsdorf, Ludovico assunse quindi la tutela e la reggenza del ducato insieme al fratello Rodolfo.
Una volta raggiunta l'età dell'indipendenza Enrico continuò a sostenere le azioni di Ludovico contro Federico I d'Asburgo.
Quando anche gli altri giovani duchi si svincolarono dalla tutela iniziarono numerose diatribe interne che indebolirono il ducato e rafforzarono il potere delle nobiltà locale nei loro confronti.
Nel 1328 sposò Margherita, figlia del Re Giovanni I di Boemia, l'anno successivo nacque il figlio  Giovanni.
Nel 1331 si giunse infine ad una suddivisione del ducato, ad Enrico vennero assegnati Landshut, Straubing, Schärding e Pfarrkirchen, seguirono nuove lotte e una temporanea riunificazione. Alla morte senza eredi di Enrico XV (1333) e di Ottone IV (1334) ricominciarono i conflitti tra l'Imperatore ed Enrico XIV, che si alleò con il suocero Giovanni I di Boemia.
Nel 1339 vi fu una nuova riconciliazione con Ludovico, nell'aprile il figlio di Enrico sposò Anna (1326-1361) la figlia di Ludovico. Alla morte di Enrico Ludovico assunse la tutela del giovane genero e alla sua morte, avvenuta nel 1340, riunificò i due ducati della Baviera.

## Matrimonio ed erede
Enrico sposò nel 1328 Margherita di Boemia, figlia di Giovanni I di Boemia e di Elisabetta di Boemia. Da questo matrimonio nacquero due figli:
- Giovanni (1329-1340);
- Enrico, nato e morto nel 1330.

## Ascendenza
|                                           |                              |                                              | Genitori                               |  |  | Nonni |  |  | Bisnonni                   |  |  | Trisnonni                   |  |
|                                           |                              |                                              |                                        |  |  |       |  |  | Ottone II, duca di Baviera |  |  | Ludovico I, duca di Baviera |  |
|                                           |                              |                                              |                                        |  |  |       |  |  | Ottone II, duca di Baviera |  |  | Ludovico I, duca di Baviera |  |
|                                           |                              | Ludmilla di Boemia                           |                                        |  |  |       |  |  | Ottone II, duca di Baviera |  |  |                             |  |
| Enrico XIII, duca della Baviera Inferiore |                              |                                              |                                        |  |  |       |  |  | Ottone II, duca di Baviera |  |  |                             |  |
|                                           |                              | Agnese del Palatinato                        | Enrico V, conte palatino del Reno      |  |  |       |  |  |                            |  |  |                             |  |
|                                           |                              | Agnese del Palatinato                        | Enrico V, conte palatino del Reno      |  |  |       |  |  |                            |  |  |                             |  |
|                                           |                              | Agnese del Palatinato                        | Agnese di Hohenstaufen                 |  |  |       |  |  |                            |  |  |                             |  |
| Stefano I, duca della Baviera Inferiore   |                              | Agnese del Palatinato                        |                                        |  |  |       |  |  |                            |  |  |                             |  |
|                                           |                              | Béla IV, re d'Ungheria                       | Andrea II, re d'Ungheria               |  |  |       |  |  |                            |  |  |                             |  |
|                                           |                              | Béla IV, re d'Ungheria                       | Andrea II, re d'Ungheria               |  |  |       |  |  |                            |  |  |                             |  |
|                                           |                              | Béla IV, re d'Ungheria                       | Gertrude di Merania                    |  |  |       |  |  |                            |  |  |                             |  |
| Elisabetta d'Ungheria                     |                              | Béla IV, re d'Ungheria                       |                                        |  |  |       |  |  |                            |  |  |                             |  |
|                                           |                              | Maria Lascaris di Nicea                      | Teodoro I Lascaris, basileus dei Romei |  |  |       |  |  |                            |  |  |                             |  |
|                                           |                              | Maria Lascaris di Nicea                      | Teodoro I Lascaris, basileus dei Romei |  |  |       |  |  |                            |  |  |                             |  |
|                                           |                              | Maria Lascaris di Nicea                      | Anna Comnena Angelina                  |  |  |       |  |  |                            |  |  |                             |  |
| Enrico XIV, duca della Baviera Inferiore  |                              | Maria Lascaris di Nicea                      |                                        |  |  |       |  |  |                            |  |  |                             |  |
|                                           | Boleslao II, duca di Legnica | Enrico II, granduca di Polonia               |                                        |  |  |       |  |  |                            |  |  |                             |  |
|                                           | Boleslao II, duca di Legnica | Enrico II, granduca di Polonia               |                                        |  |  |       |  |  |                            |  |  |                             |  |
|                                           | Boleslao II, duca di Legnica | Anna di Boemia                               |                                        |  |  |       |  |  |                            |  |  |                             |  |
| Bolko I, duca di Świdnica                 | Boleslao II, duca di Legnica |                                              |                                        |  |  |       |  |  |                            |  |  |                             |  |
|                                           |                              | Edvige di Anhalt                             | Enrico I, principe di Anhalt           |  |  |       |  |  |                            |  |  |                             |  |
|                                           |                              | Edvige di Anhalt                             | Enrico I, principe di Anhalt           |  |  |       |  |  |                            |  |  |                             |  |
|                                           |                              | Edvige di Anhalt                             | Ermengarda di Turingia                 |  |  |       |  |  |                            |  |  |                             |  |
| Giuditta di Świdnica                      |                              | Edvige di Anhalt                             |                                        |  |  |       |  |  |                            |  |  |                             |  |
|                                           |                              | Ottone V, margravio di Brandeburgo-Salzwedel | Ottone III, margravio di Brandeburgo   |  |  |       |  |  |                            |  |  |                             |  |
|                                           |                              | Ottone V, margravio di Brandeburgo-Salzwedel | Ottone III, margravio di Brandeburgo   |  |  |       |  |  |                            |  |  |                             |  |
|                                           |                              | Ottone V, margravio di Brandeburgo-Salzwedel | Beatrice di Boemia                     |  |  |       |  |  |                            |  |  |                             |  |
| Beatrice di Brandeburgo-Salzwedel         |                              | Ottone V, margravio di Brandeburgo-Salzwedel |                                        |  |  |       |  |  |                            |  |  |                             |  |
|                                           |                              | Giuditta di Henneberg                        | Ermanno I, conte di Henneberg          |  |  |       |  |  |                            |  |  |                             |  |
|                                           |                              | Giuditta di Henneberg                        | Ermanno I, conte di Henneberg          |  |  |       |  |  |                            |  |  |                             |  |
|                                           |                              | Giuditta di Henneberg                        | Margherita d'Olanda                    |  |  |       |  |  |                            |  |  |                             |  |
|                                           |                              | Giuditta di Henneberg                        |                                        |  |  |       |  |  |                            |  |  |                             |  |